# Fredrik Kronkvist
Fredrik Kristian Kronkvist, född 25 juli 1975, är en svensk jazzmusiker med 20 utgivna album som konstnärlig bandledare.
Kronkvists saxofonspel och hans kompositioner har fått internationell uppmärksamhet, nu senast med Grammisnominerade Monk Vibes med Jason Marsalis på vibrafon och tidigare med sin kvartett med pianisten Aaron Goldberg, basisten Reuben Rogers och trumslagaren Gregory Hutchinson. De senare albumen New York Elements och Reflecting Time har fått fyra stjärnor av fem i Down Beat Magazine och tagit sig in på Down Beats lista över Årets Bästa Album. Han har gjort spelningar på stor internationella Jazzfestivaler och jazzklubbar i Japan, USA, Chile, Tyskland, Spanien, England, Norge, Danmark med internationella samarbeten med musiker som Jason Marsalis, Antonio Sanchez & Marcus Strickland.

## Priser och utmärkelser
- 2002 – Jazzkatten som ”Årets nykomling”
- 2003 – Fredrik Kronkvist vinner förstapris i Jazz Hoeilaart International Belgium
- 2010 – Jazz i Malmös hedersutmärkelse Guldnålen
- 2016 – Nominerad till Grammis för albumet Monk Vibes

## Diskografi
- 2003 – Altitude med Daniel Tilling, Martin Sjöstedt & Daniel Fredriksson
- 2005 – Fredrik Kronkvist with Monday Night Big Band – Live at the Palladium
- 2005 – Maintain! med Daniel Tilling, Martin Sjöstedt & Daniel Fredriksson
- 2007 – In the Raw med Daniel Franck & Daniel Fredriksson
- 2007 – Ignition med Kasper Villaume, Martin Sjöstedt & Daniel Fredriksson
- 2008 – Urban Elements feat. Fredrik Kronkvist, Sebastian Jordan, Felix Lecaros, René Sandoval & Martin Sjöstedt
- 2010 – Constant Continuum med Martin Sjöstedt, Petter Eldh & Snorre Kirk
- 2010 – Scan-Am Quartet feat. Fredrik Kronkvist, Soren Moller, Morten Ramsboel, Jason Marsalis
- 2011 – Improvised Action med Jonas Kullhammar, Raynald Colom, Martin Sjöstedt, Petter Eldh & Snorre Kirk
- 2012 – New York Elements med Aaron Goldberg, Reuben Rogers & Gregory Hutchinson
- 2013 – Brooklyn Playground med Martin Sjöstedt, Petter Eldh & Snorre Kirk
- 2014 – Reflecting Time med Aaron Goldberg, Reuben Rogers & Gregory Hutchinson
- 2015 – Monks Vibes med Jason Marsalis, Reuben Rogers & Gregory Hutchinson
- 2017 –  On the Move med Martin Sjöstedt, Ameen Saleem & Gregory Hutchinson
- 2017 – Afro-Cuban Supreme med Eliel Lazo, Jason Marsalis, Johnny Åman & Martin Sjöstedt
- 2018 – Kronicles med Orrin Evans, Martin Sjöstedt & Jeff Tain Watts
- 2021 – Ballads
- 2022 – The Swedish Songbook
- 2023 – Live at Unity vol.1
- 2023 – Live at Unity vol.2
- 2023 – Live at Glenn Miller Café